# Roberto Ibarra
Roberto Ibarra García, es un diplomático chileno y actual embajador de Chile en Perú. Ha sido cónsul general de Chile en Múnich (Alemania), consejero en la Embajada de Chile en Italia, embajador en Malasia, entre otros cargos.

## Biografía
Ibarra estudió Derecho en la Universidad de Chile y posteriormente ingresó a la Academia Diplomática Andrés Bello. Más tarde cursó estudios de Relaciones Internacionales en la Universidad de Belgrano, Argentina.
A lo largo de su carrera ha ocupado importantes cargos. Entre ellos fue cónsul general de Chile en Múnich, Alemania (1990-1991), consejero en la Embajada de Chile en Italia (1992-1994), ministro consejero en la Misión de Chile ante la Unión Europea en Bruselas, Bélgica (1997-2000),  embajador en Malasia (2000-2004) con concurrencia en Vietnam y Brunéi Darussalam y cónsul general de Chile en Bolivia (2006-2009). En 2011 asumió la representación chilena en Canadá.
Dentro del Ministerio de Relaciones Exteriores, el diplomático ejerció responsabilidades como director de América del Sur y director general de Política Exterior.
Durante su carrera ha sido condecorado por los gobiernos de Argentina, Brasil, Italia y Portugal.
En 2011 asumió la representación chilena en Canadá. El 24 de marzo del 2014 es nombrado embajador mientras ejercía la representación chilena en Canadá, abandona el cargo anterior y asume como embajador de Chile en Perú.